# 皮亚诺曲线

皮亚诺曲线的構建

皮亚诺曲线（Peano curve）是一条能够填满正方形的曲线。 
1890年，意大利数学家朱塞佩·皮亞諾发明能填满一个正方形的曲线，叫做皮亚诺曲线，其构造方法如下：取一个正方形并且把它分出九个相等的小正方形，然后从左下角的正方形开始至右上角的正方形结束，依次把小正方形的中心用线段连接起来；下一步把每个小正方形分成九个相等的正方形，然后上述方式把其中中心连接起来……。将这种操作手续无限进行下去，最终得到的「极限情况的曲线」就被称作皮亚诺曲线。這樣的曲線會填滿整個一開始給定的正方形。
在传统概念中，曲线的維度是1，正方形維度是2，且1維的曲線直覺上不能填滿2維的正方形。但是皮亚诺曲线正给出了反例。这说明我们对维数的认识是有缺陷的，有必要重新思考维数的定义。这就是分形几何考虑的问题。在分形几何中，维数可以是分数叫做分维。 
此外，皮亚诺曲线是连续的但处处不可导的曲线。因此如果我们想要研究传统意义上的曲线，就必须加上可导的条件，以便排除像皮亚诺曲线这样的特例。